# Buenos Aires (Cauca)
Buenos Aires es uno de los 42 municipios del departamento de Cauca, Colombia. Está localizado en la Provincia Norte.

## Toponimia
El municipio recibe su nombre gracias a la brisa permanente y a la calidez de su clima.

## Historia

### Fundación
Buenos Aires Cauca fue fundado por el Fraile Franciscano Javier Villamarin, Manuel Antonio Acosta (dueño de los terrenos), Pedro José Vidal, Marcos Mateo, Leandro León y N. Muñoz el 20 de julio de 1823. Inicialmente el asentamiento de Buenos Aires fue creado en el año 1536 en el cerro Catalina, lugar al que llegaron españoles y frailes Franciscanos que trajeron consigo a Indígenas y Negros para que explotaran las minas de oro de la región. Con el tiempo se reubicaron en la región de Santo Domingo para terminar instalándose definitivamente en el sitio donde se encuentra actualmente.

### La Colonización
El auge de las minas de oro y el paso obligado para los que viajaban a Cali pronto hizo que numerosos payaneses se asentaran en esta zona. Igualmente, la llegada de grandes grupos de esclavos provenientes de África para la explotación del oro garantizó que la población actual (2010) sea de raza negra, caracterizados por ser amables, alegres y ante todo entregados a la hospitalidad con el visitante[cita requerida]. Desde su fundación las familias han vivido de la explotación minera, la agricultura y la fabricación y venta en el mercado de productos como el chocolate, las velas de sebo y jabón de tierra.

## Geografía
Su extensión total es de 410 km². Está ubicada a 115 km de Popayán (Capital del Cauca). Su cabecera está localizada a los 03º 01' 08" de lat. N y 76º 38' 37" de Long. Oeste. A.S.N.M 1.200 m. Su temperatura media es de 22 °C y su precipitación media anual es de 2024 mm.

### Límites
Limita al norte con los Municipios de Jamundí y Buenaventura (Valle del Cauca), al sur con los Municipios de Suárez y Morales, al Oriente se encuentra el municipio de Santander de Quilichao y al Occidente los Municipios de Suárez, López de Micay y Buenaventura (Valle del Cauca).

## División Político-Administrativa
Además de su Cabecera municipal. Buenos Aires tiene bajo su jurisdicción los siguientes Centros poblados:
- El Ceral
- El Porvenir
- Honduras
- La Balsa
- La Esperanza
- Munchique
- Paloblanco
- San Francisco
- Timba

## Etnografía
Sus principales habitantes son de raza negra, le sigue la comunidad indígena y en un reducido porcentáje los mestizos.
Sus principales festividades son la fiesta del San Miguel Arcángel, patrono de la ciudad, San Pedro y San Pablo, la Fiesta de la Virgen del Carmen, Carnaval de Blancos y Negros, la Fiesta de Reyes y el Domingo de Resurrección.

## Economía
La economía de esta región se basa en las actividades mineras desarrolladas en los Corregimientos de Palo Blanco(vereda Loma Alta), Honduras, Timba, San Ignacio y en las veredas de Mirasoles y Chambimbe. Así mismo, se desarrolla la parte agropecuaria en La Balsa, San Ignacio, el resguardo las Delicias, El Porvenir, Honduras, La Paila, Cabecera Municipal Asociación Agropecuaria de campesinos Hernando Trochez, El Ceral y en los corregimientos de Paloblanco, Naya y Timba. Estas a su vez sirven para el sustento de numerosas familias bonaerenses.

## Carreteras
Buenos Aires se encuentra a una distancia de 115 kilómetros de la ciudad de Popayán. Entre sus vías principales está la que conduce de Buenos Aires a Santander de Quilichao y Cali y que conecta a Popayán y Timba (Valle del Cauca).  El estado de las vías se encuentran en excelente estado ya que cuentan con pavimentación nueva desde hace 3 años aproximadamente, representando uno de los grandes beneficios para la comercialización de productos y por ende del desarrollo de la región, ya que es fácil el intercambio comercial con otras regiones del departamento y del país.